# Forêts sempervirentes subtropicales du Jiangnan
Localisation
Les forêts sempervirentes subtropicales du Jiangnan forment une écorégion terrestre définie par le Fonds mondial pour la nature (WWF), qui appartient au biome des forêts de feuillus humides tropicales et subtropicales de l'écozone indomalaise. Elle occupe la région vallonnée du bassin inférieur du Yangtze (région du Jiangnan), dans le Sud de la Chine.